# Liste der Kulturdenkmäler in Trier-Zewen
In der Liste der Kulturdenkmäler in Trier-Zewen sind alle Kulturdenkmäler des Ortsbezirks Zewen der rheinland-pfälzischen Stadt Trier einschließlich des Ortsteils Oberkirch aufgeführt. Grundlage ist die Denkmalliste des Landes Rheinland-Pfalz (Stand: 8. Januar 2024).

## Einzeldenkmäler
| Bezeichnung                          | Lage                                          | Baujahr                  | Beschreibung | Bild                           |
| ------------------------------------ | --------------------------------------------- | ------------------------ | --- | ------------------------------ |
| Biesterkreuz                         | Oberkirch, Im Biest, gegenüber Nr. 62 Lage    | 17. oder 18. Jahrhundert | barocker Bildstock, bezeichnet 1815 (Wiederherstellung) | Fotos hochladen                |
| Wandnische                           | Oberkirch, an Nr. 16 Lage                     | 16. Jahrhundert          | renaissancezeitliche Wandnische mit Muschelabschluss, wohl aus dem 16. Jahrhundert | Fotos hochladen                |
| Katholische Filialkirche St. Michael | Oberkirch, Nr. 27 Lage                        | 1768                     | zweiachsiger Saalbau mit Dachreiter, bezeichnet 1768; mit Ausstattung | weitere Bilder Fotos hochladen |
| Wartturm                             | Oberkirch, Nr. 28 Lage                        |                          | Reste eines mittelalterlichen Wartturmes; viergeschossiger Bau mit westseitigem Treppengiebel, Umbau 1841 | Fotos hochladen                |
| Luzia- oder Fischerskreuz            | Zewen, Gutenbergstraße, bei Nr. 21 Lage       | 1701                     | Wegekreuz, bezeichnet 1701, Darstellung der Kreuzigung Jesu, darunter die heilige Lucia, die der Sage nach mit einem Schwertstich in den Hals getötet wurde. | weitere Bilder Fotos hochladen |
| Kriegerdenkmal                       | Zewen, Kettenstraße, auf dem Friedhof Lage    | 1925                     | Kriegerdenkmal 1914/18; auf hohem obeliskartigen Sockel Figur des heiligen Michaels, 1925 von Bildhauer Nagel (1958 erweitert) | Fotos hochladen                |
| Kirchenausstattung                   | Zewen, Lindscheidstraße, in Nr. 20a Lage      | ab 1432                  | in der 1959 errichteten katholischen Pfarrkirche St. Martinus Ausstattungsstücke aus den Vorgängerbauten: Gebälk- oder Sockelstück bezeichnet 1630; barocke Gewandfigur des heiligen Nikolaus; Muttergottes mit Kind, zweite Hälfte des 18. Jahrhunderts; Taufstein mit Palmettenrelief; Kreuzigungsgruppe auf neugotischen Konsolen, wohl von 1818/19; Maria und Johannes aus einer Kreuzigung, wohl aus dem 18. Jahrhundert; Kriegerdenkmal 1914/18, Relieftafel von Bildhauer Nagel; im 1986 errichteten Kirchturm zwei Bronzeglocken von 1432 und 1685 | Fotos hochladen                |
| Bildstock                            | Zewen, Waldstraße, Ecke Lindscheidstraße Lage | 1718                     | Aufsatz eines Kreuzigungsbildstocks, (bezeichnet) 1718 | Fotos hochladen                |
| Bildstock                            | Zewen, Wasserbilliger Straße, vor Nr. 14 Lage |                          | Bildstock; reich verziertes Bildfeld mit vor dem Kruzifix knienden Pilger, aufwändigstes der Zewener Kreuze | Fotos hochladen                |
| Zewener Turm                         | Zewen, Wasserbilliger Straße 66 Lage          |                          | mittelalterliches Turmhaus, viergeschossiger Bruchsandsteinbau, Um- und Anbau im 19. Jahrhundert | weitere Bilder Fotos hochladen |
| Bäckerkreuz                          | Zewen, Zewener Straße, vor Nr. 43 Lage        | 17. Jahrhundert          | wohl aus zwei verschiedenen Kreuzen zusammengesetztes Schaftkreuz, am Schaft Rollwerkkartusche, im Bildfeld Kreuzigungsrelief, wohl aus dem 17. Jahrhundert | Fotos hochladen                |

## Ehemalige Kulturdenkmäler
| Bezeichnung | Lage                      | Baujahr                            | Beschreibung                                                                                             | Bild            |
| ----------- | ------------------------- | ---------------------------------- | --- | --------------- |
| Wohnhaus    | Zewen, Waldstraße 16 Lage | zweite Hälfte des 19. Jahrhunderts | dreiachsiges Wohnhaus mit Wirtschaftsteil, zweite Hälfte des 19. Jahrhunderts; aus Denkmalliste gelöscht | Fotos hochladen |